# Polyrhachis subaenescens
Polyrhachis subaenescens é uma espécie de formiga do gênero Polyrhachis, pertencente à subfamília Formicinae.